# Pterolophia oculata
Pterolophia oculata là một loài bọ cánh cứng trong họ Cerambycidae.